# Blood Sweat & Tears (BTS)
Blood Sweat & Tears (피 땀 눈물?, Pi ttam nunmulLR, giapponese: 血、汗、涙?, Chi, ase, namida) è un brano musicale del gruppo sudcoreano BTS, pubblicato il 10 ottobre 2016 come seconda traccia del quarto album Wings e utilizzato per la promozione del disco. Una versione in giapponese è uscita come singolo il 10 marzo 2017.
Billboard l'ha inserita al 16º posto nella lista delle 100 migliori canzoni di sempre di una boy band, e al 7º in quella delle canzoni K-pop migliori degli anni 2010.

## Descrizione
Blood Sweat & Tears è stata annunciata il 6 ottobre 2016 quando i BTS hanno pubblicato la tracklist del loro secondo album in studio coreano Wings, e il giorno successivo è stata confermata come brano apripista.
In contrasto con il sound hip hop tipico del gruppo, la canzone è un ibrido tra moombahton, trap e tropical house con influenze dancehall e reggaeton. Scritta in do minore con un tempo di 93 battiti per minuto, utilizza una produzione "stratificata" fatta di "beat chill-house sognanti", "sintetizzatori ariosi", "sirene echeggianti" e "colpi ritmici". The Singles Jukebox ha notato alcune somiglianze con lo stile di composizione del duo norvegese Stargate.
Le strofe sono sostenute da "beat martellanti" e cantate in modo emotivo e malinconico, con un approccio vocale caratterizzato da delicati scampanii e "canticchiate sentimentali", oltre a sussurri, falsetti "ansimanti" e rap "ondulante". Il ritornello, dove i membri del gruppo cantilenano "il mio sangue, sudore e lacrime, il mio ultimo ballo, porta via tutto", è "tortuoso" e conduce ad un breakdown EDM che è stato paragonato alle canzoni "venate di emozioni" di Major Lazer e Justin Bieber.
Parlando dell'album e del significato della canzone alla conferenza stampa, Rap Monster ha spiegato: "Più è difficile resistere ad una tentazione, più ci si pensa e si vacilla. Quell'incertezza fa parte del processo di crescita. Blood Sweat & Tears è una canzone che mostra come si pensa, come si sceglie, e come si cresce". Suga ha aggiunto: "La canzone trasmette una determinazione ottimista ad utilizzare le nostre ali per andare lontano, anche se incrociamo le tentazioni della vita". Liricamente, Blood Sweat & Tears parla del dolore causato da un amore che dà dipendenza. Il testo esplora la perdita dell'innocenza della gioventù, e affronta le tematiche della "tentazione" e della "disponibilità carnale" a sacrificare tutto, attraverso versi come "Baciami, non m'importa se fa male / Sbrigati e strangolami / Cosicché non resti più ferito". La lotta interiore tra bene e male è espressa dalla parte rap "Non posso venerare altri che te / e sapevo che il calice era avvelenato, ma ho bevuto comunque". Secondo Billboard, il pezzo "abbraccia il senso di disperazione che il settetto aveva trattato in singoli precedenti, come I Need U e Save Me".

## Video musicale
Il video musicale è stato caricato su YouTube il 10 ottobre 2016. È diretto da Choi Yong-seok e Ko Yoo-jeong dello studio Lumpens, con Nam Hyun-woo della GDW come direttore della fotografia, Lee Moon-young della Myllab come direttore artistico, Kim Gyeung-seok della Sunny come tecnico delle luci e Shin Yun-kyun della DnD line come addetto agli effetti speciali.
Frutto di sei mesi di studio da parte del produttore Bang Si-hyuk e del regista Choi, la clip ha una durata di sei minuti e contiene numerosi simbolismi barocchi, esplorando "le idee di fato, realtà, vita e morte, e caduta in disgrazia", e illustrando le tentazioni della vita adulta e la facilità con cui si può cadere vittima di esse. Si apre con i sette membri che esplorano un museo che espone repliche di statue rinascimentali europee e angeli piangenti, seguita da un'inquadratura del gruppo attorno a un divano mentre posa per la telecamera. Si alternano primi piani in cui ciascun membro guarda l'obiettivo a scene di gruppo in cui la band esegue una "coreografia sensuale", creata da Keone Madrid e dalla Quick Style Crew sotto la supervisione di Son Sung-deuk. Nel corso del video, i BTS bevono elisir colorati, indossano bende sugli occhi e soffiano fumo dalle labbra, mentre ballano in set multipli o sono confinati in stanze stravaganti, legati o intrappolati. Ad un certo punto Rap Monster recita un passaggio da Demian di Hermann Hesse, fonte d'ispirazione dell'album Wings, che non appare nella versione della canzone contenuta nell'album: "anche lui era un tentatore; anche lui era un collegamento al secondo, al mondo malvagio con cui non volevo più avere niente a che fare"; dopodiché Suga suona all'organo la passacaglia in re minore citata nel romanzo. Alcune scene di Demian sono replicate o alluse nel video, che include altri rimandi letterari e artistici, quali la citazione "Bisogna avere ancora un caos dentro di sé per partorire una stella danzante" dall'incipit di Così parlò Zarathustra di Friedrich Nietzsche, e i dipinti Il lamento per Icaro di Herbert James Draper, Caduta di Icaro e Caduta degli angeli ribelli di Pieter Bruegel, che fungono da rappresentazioni visive di emozioni come la paura o il pericolo, la tentazione e il caos. Una scena di V che salta da un balcone di fronte ad un affresco di Icaro che cade illustra questo concetto, e simboleggia la morte della giovinezza per accedere alla fase successiva. Il video musicale segue una storyline biblica sugli angeli e i demoni, mostrando i membri del gruppo in ambienti e costumi decadenti mentre cercano di resistere al peccato e alla tentazione, illustrando l'iniziazione all'età adulta, con i BTS che scoprono la malvagità insita nel loro mondo e in loro stessi, arrendendosi ad essa e perdendo infine la propria innocenza. La sequenza finale vede Jin camminare verso la statua di un angelo di cemento bianco con le ali nere, che si sente spinto a baciare, mentre V mostra alla telecamera le cicatrici delle proprie ali strappate dalla schiena, comunicando "l'accettazione dell'imperfezione che un angelo potrebbe perdere le sue ali". Nell'ultima scena, il viso di Jin viene solcato da profonde crepe che rimandano al dipinto ne Il ritratto di Dorian Gray di Oscar Wilde.
Jeff Benjamin di Fuse ha notato l'atmosfera "più oscura" del video e l'ha definito "stupendo". Taylor Glasby di Dazed ha scritto che visivamente la clip "cattura una relazione appassionata e distruttiva", mentre Tamar Herman di Billboard ha evidenziato le numerose metafore presenti e l'ha definito "ossessionante". Il redattore di Dazed Selim Bulut ha posizionato Blood Sweat & Tears in nona posizione tra i video musicali migliori dell'anno, mentre Billboard lo ha incluso in posizione 69 tra i cento video musicali migliori degli anni 2010, con Caitlin Kelley che ha scritto che rappresenta "la tesi dei BTS come gruppo K-pop il cui lavoro lascia molto spazio all'interpretazione".
Al momento dell'uscita, il video musicale ha ottenuto 6,3 milioni di visualizzazioni in ventiquattr'ore, segnando il record per il maggior numero di contatti ottenuti in tale lasso di tempo da un gruppo K-pop. È stato inoltre quello che ha raggiunto più velocemente i 10 milioni di visualizzazioni (42 ore) fino a quel momento ed è stato il video musicale K-pop più visto negli Stati Uniti nel mese di ottobre 2016 secondo Billboard. Il 30 marzo 2025 è diventato l'ottavo videoclip del gruppo a raggiungere 1 miliardo di visualizzazioni su YouTube.

## Esibizioni dal vivo
Per promuovere Blood Sweat & Tears e l'album da cui è tratto, i BTS hanno fatto apparizioni multiple ai programmi musicali sudcoreani tra ottobre e novembre del 2016, con la prima esibizione a M Countdown il 13 ottobre. Nei tre giorni seguenti hanno calcato i palchi di Music Bank, Show! Eum-ak jungsim e Inkigayo, dove hanno eseguito anche Am I Wrong e 21st Century Girl. La canzone è stata inoltre portata ai Melon Music Award il 19 novembre insieme a Fire, agli Mnet Asian Music Award il 2 dicembre, e inclusa nelle scalette del The Wings Tour (2017) e del Love Yourself World Tour (2018-2019).

## Accoglienza
Blood Sweat & Tears ha ricevuto recensioni generalmente positive dalla critica. Jeff Benjamin di Fuse ha lodato il sound e la performance vocale della band, scrivendo che "il singolo dance completamente accessibile" è "perfetto per il panorama musicale pop odierno". Su Billboard l'ha invece citata come canzone migliore dei BTS, ritenendo che "i rap, le prestazioni vocali e gli aspetti visivi sono specifici e importanti per la storia che stanno sviluppando, pur restando comunque totalmente accessibili ai pubblici attorno al globo [...], e continuano soltanto a spingere la loro arte più in profondità nella scena musicale globale". Tamar Herman, per la stessa testata, ha definito il pezzo "rivoluzionario" e sonoramente complesso, complimentando le "voci eteree" e gli acuti, e aggiungendo che "conserva lo stile magniloquente dei BTS anche mentre scivolano via dall'hip-hop verso un sound più mainstream e Major Lazer-esco". Su The Malaysia Star, Chester Chin ha apprezzato i "sound EDM contagiosi".
Recensendo per Vulture, T.K. Park e Youngdae Kim hanno ritenuto che Blood Sweat & Tears abbia evoluto il sound e la direzione musicale del gruppo, rappresentando un punto di svolta nella carriera dei BTS. Hanno aggiunto che "nonostante sia influenzato da dancehall, reggaeton e moombahton, il numero rifugge l'atmosfera festaiola dei suoi ascendenti, optando invece per un misticismo barocco". Taylor Glasby di Dazed ha lodato la produzione e le prestazioni vocali del gruppo, scrivendo che "i BTS sono capaci di sposare la rottura intima e sanguinosa dei testi ad uno stato opposto di pop leviatano con una tale disinvoltura da dominare tutto ciò che gli sta davanti". Hyun Minhyung della testata coreana IZM ha argomentato che "il tema della 'tentazione', che è stato un nuovo concept dopo 'scuola' e 'gioventù', si è adattato ai loro testi" e ha mostrato la crescita verso "un'identità leggermente intensa" rispetto a quella "intravista nelle loro opere precedenti". Ha inoltre apprezzato la produzione e descritto il ritornello come "coinvolgente" ed "emotivo". Per Tamara Fuentes di Seventeen, il pezzo "inaugura la nuova era in un modo meraviglioso".
Sia Billboard che Dazed hanno scelto Blood Sweat & Tears come una delle canzoni K-pop migliori del 2016; la prima testata l'ha inoltre inserita alla posizione 7 e alla posizione 16, rispettivamente, delle liste delle 100 canzoni K-pop migliori del 2010 e delle 100 canzoni delle boy band più belle di tutti i tempi. GQ l'ha inclusa nella propria lista delle canzoni K-pop migliori del decennio 2010, identificandola come clou del 2016 e definendola la "magnum opus" del gruppo.
Nel 2021, Melon l'ha scelta come 25ª miglior canzone K-pop pubblicata fino a quel momento per i suoi numerosi simbolismi e per aver "ulteriormente cementato la loro originalità" unendo i temi del dolore, della tristezza e della crescita comuni alla loro discografia a un beat ballabile. Il 18 marzo 2022, Rolling Stone l'ha inserita in posizione 8 nella lista delle 100 canzoni migliori del gruppo, definendola "l'archetipo della bomba luccicante, che è allo stesso tempo seria e seducente".

## Singolo giapponese
La versione giapponese di Blood Sweat & Tears è stata pubblicata in formato singolo il 10 marzo 2017 e commercializzata in quattro versioni: regolare (solo CD), Tipo A (CD+DVD con il video musicale sia coreano che giapponese della canzone), Tipo B (contenente un DVD con il dietro le quinte) e Tipo C (CD+album fotografico da 36 pagine). Tutte le versioni contengono Not Today in giapponese come lato B, mentre la versione nipponica di Spring Day è presente esclusivamente nell'edizione regolare.
Il video musicale è stato caricato online il 9 maggio 2017. Pur presentando dei punti in comune con il corrispondente coreano per quanto riguarda i riferimenti al mondo dell'arte, è più intenso e spigoloso, con l'utilizzo di neon e colori psichedelici. Si svolge nell'universo fittizio creato dal gruppo e, ricollegandosi alle canzoni I Need U e Run del 2015, è ambientato in realtà alternative multiple e oscure in cui i BTS lottano e cercano di uccidersi a vicenda.
Secondo la Oricon Chart, il singolo ha venduto 141.234 copie durante la prima giornata, figurando al primo posto della classifica giornaliera. Si è piazzato primo nella classifica settimanale datata 8-14 maggio 2017, vendendo 238.795 copie e facendo dei BTS i primi artisti stranieri a superare quota 200.000 in sette giorni. È stato primo anche nella Billboard Japan Hot 100, il debutto più alto della settimana con 310.276 copie vendute. Nel giugno 2017 è stato certificato Platino dalla RIAJ.

### Tracce
1. Chi, ase, namida (血、汗、涙?, versione giapponese) – 3:35 (testo: KM-Markit – musica: Pdogg)
2. Not Today (versione giapponese) – 3:52 (testo: KM-Markit – musica: Pdogg)
3. Spring Day (versione giapponese) – 4:34 (testo: Pdogg, RM, Adora, Bang Si-hyuk, Arlissa Ruppert, Peter Ibsen, Suga – musica: Pdogg)

## Formazione
Crediti tratti dalle note di copertina di You Never Walk Alone.
Gruppo
- Jin – voce
- Suga – rap, scrittura
- J-Hope – rap, scrittura
- RM – rap, scrittura
- Park Ji-min – voce, ritornello
- V – voce
- Jeon Jung-kook – voce, ritornello

Produzione
- "Hitman" Bang – scrittura
- Kim Do-hoon – scrittura
- Pdogg – produzione, scrittura, tastiera, sintetizzatore, arrangiamento voci e rap, registrazione
- James F. Reynolds – missaggio

## Successo commerciale
In Corea del Sud, Blood Sweat & Tears è stata la prima hit del gruppo a raggiungere la prima posizione della Circle Chart, vendendo 198.987 copie durante la prima settimana e raccogliendo 3.184.355 riproduzioni. Nel mese di ottobre ha venduto 362.171 copie totali, posizionandosi settima in classifica. A maggio 2019 aveva venduto oltre 2 milioni e mezzo di download in Corea del Sud.
Nel dicembre 2017 è diventato il brano di un gruppo maschile a permanere per più tempo nella classifica coreana del sito musicale Melon, prima di essere sostituito nel 2018 da Spring Day, sempre dei BTS.
Con Blood Sweat & Tears, i BTS sono diventati i terzi artisti K-pop a entrare nella Billboard Canadian Hot 100, classificandosi alla posizione 86, nuovo primato per un gruppo coreano, e sono arrivati primi nella statunitense Billboard World Digital Songs riferita alla settimana del 29 ottobre. Inoltre sono entrati nella YouTube Music Global Top 100, alla posizione 17 nella classifica dei video e alla 14 in quella delle tracce.
In Giappone, la versione coreana è arrivata in posizione 18 sulla Billboard Japan Hot 100.

## Classifiche

### Versione originale

#### Classifiche settimanali
| Classifica (2016) | Posizione massima |
| ----------------- | ----------------- |
| Canada            | 86                |
| Corea del Sud     | 1                 |
| Filippine         | 82                |
| Francia           | 167               |

#### Classifiche di fine anno
| Classifica           | Posizione massima |
| -------------------- | ----------------- |
| Corea del Sud (2016) | 91                |
| Corea del Sud (2017) | 73                |

### Versione giapponese

#### Classifiche settimanali
| Classifica (2017) | Posizione massima |
| ----------------- | ----------------- |
| Giappone          | 1                 |

## Riconoscimenti
- Circle Chart Music Award[82]
  - 2017 – Candidatura Canzone dell'anno – ottobre
- Melon Popularity Award[83]
  - 2016 – Premio popolarità settimanale 17 ottobre
  - 2016 – Premio popolarità settimanale 24 ottobre
- Mnet Asian Music Award[84][85]
  - 2016 – Candidatura Canzone dell'anno
  - 2016 – Miglior esibizione di ballo di un gruppo maschile
  - 2016 – Candidatura Miglior video musicale
- Seoul Music Award[86]
  - 2017 – Miglior video musicale
- Soompi Award[87][88]
  - 2017 – Canzone dell'anno
  - 2017 – Candidatura Video musicale dell'anno

### Premi dei programmi musicali
- Inkigayo
  - 23 ottobre 2016[89]
- M Countdown
  - 20 ottobre 2016[90]
- Music Bank
  - 21 ottobre 2016[91]
  - 28 ottobre 2016[92]
- Show Champion
  - 19 ottobre 2016[93]
- The Show
  - 25 ottobre 2016[94]